# Wim Grothuis
Willem Theo (Wim) Grothuis  (Amsterdam, 16 december 1944) is een voormalige Nederlandse roeier. Hij vertegenwoordigde Nederland op verschillende grote internationale wedstrijden. Zo nam hij eenmaal deel aan de Olympische Spelen, maar won bij die gelegenheid geen medailles.
Zijn Olympisch debuut maakte Grothuis met de vier met stuurman op de Olympische Spelen van 1972 in München. Met een tijd van 7.05,83 in de kleine finale eindigde de Nederlands roeiploeg op een zevende plaats overall.
Hij studeerde technische wetenschappen in Delft en was lid van de Delftsche Studenten Roei Vereeniging LAGA. Later werd hij werkzaam als ingenieur.

## Palmares

### roeien (vier met stuurman)
- 1971: 9e EK in Kopenhagen - 6.26,77
- 1972: 7e OS - 7.05,83

Wim Grothuis · 
Evert Kroes · 
Jan-Willem van Woudenberg · 
Johan ter Haar · 
Kees de Korver (stuurman)
Martin Baltus · 
Adrie Klem · 
Evert Kroes · 
Gert Jan van Woudenberg · 
Jos Ruijs (stuurman)